# Tristão José Monteiro
Tristão José Monteiro (Porto Alegre, 6 de junho de 1816 — Taquara, 9 de julho de 1892) foi um comerciante e colonizador da região do Vale do Paranhana.

## Biografia
Filho de José Monteiro da Silva e Lucinda Leonarda da Conceição, Tristão José Monteiro nasceu em Porto Alegre e foi batizado em 24 de agosto do mesmo ano, na Catedral Metropolitana de Porto Alegre. Além do português era fluente em várias línguas como o alemão, francês e o inglês.
Durante a Revolução Farroupilha esteve prisioneiro dos farrapos em sua residência, já que mantinha relações com o Império. Trabalhou no consulado dos Estados Unidos da América na capital gaúcha, de 1838 a 1841, inicialmente como secretário e, após, foi elevado ao cargo de vice-cônsul. Nessa época trabalhava para a casa comercial do cônsul norte-americano na cidade, Isaac Austin Haÿes. Quando depois da retomada de Porto Alegre, uma série de norte-americanos foi expulsa pelos legalistas, ficou como procurador e auxiliou no encerramento das atividades da casa Haÿes, Engerer & Co. Em 1841, dado que não havia nenhum norte-americano residente em Porto Alegre, foi nomeado vice-cônsul.
Dedicou grande parte de sua vida ao comércio. Em 1845, Tristão José Monteiro e seu sócio Jorge Eggers adquiriram a sesmaria, então denominada Fazenda Mundo Novo, pertencente a Libânia Inocência Correa de Leães, viúva de Antônio Borges de Almeida Leães. Esta fazenda compreendia os atuais territórios de Igrejinha, de Taquara e de Três Coroas. Em 4 de setembro de 1846, Jorge Eggers vendeu sua parte para Tristão Monteiro. Este criou a Colônia de Santa Maria do Mundo Novo e foi responsável pela vinda dos imigrantes alemães para o local.
Teve 20 filhos com cinco mulheres. Faleceu aos 76 anos de idade, na miséria e com poucos amigos.